# 黃綬 (洪武進士)
黃綬，字伯固，福建閩縣（今屬福州市）人。明初官員。

## 生平
洪武四年（1371年）辛亥，明朝首開會試，黃綬考中吴伯宗榜三甲進士。官山東博平（今屬茌平縣）縣丞。